# Slag bij Pelusium
In de Slag bij Pelusium versloeg de Perzische sjah Cambyses II in 525 v.Chr. farao Psammetichus III van de 26e dynastie van Egypte. De Egyptische marine kwam niet tussenbeide, wat de zege van de Perzen vergemakkelijkte. Vervolgens werd de stad Pelusium ingenomen met een krijgslist. Cambyses zou katten voor het leger hebben laten lopen en de Egyptenaren durfden deze voor hen heilige dieren niet te beschieten. Weldra was geheel Egypte in Perzische handen.